# Ōkubo Tadataka

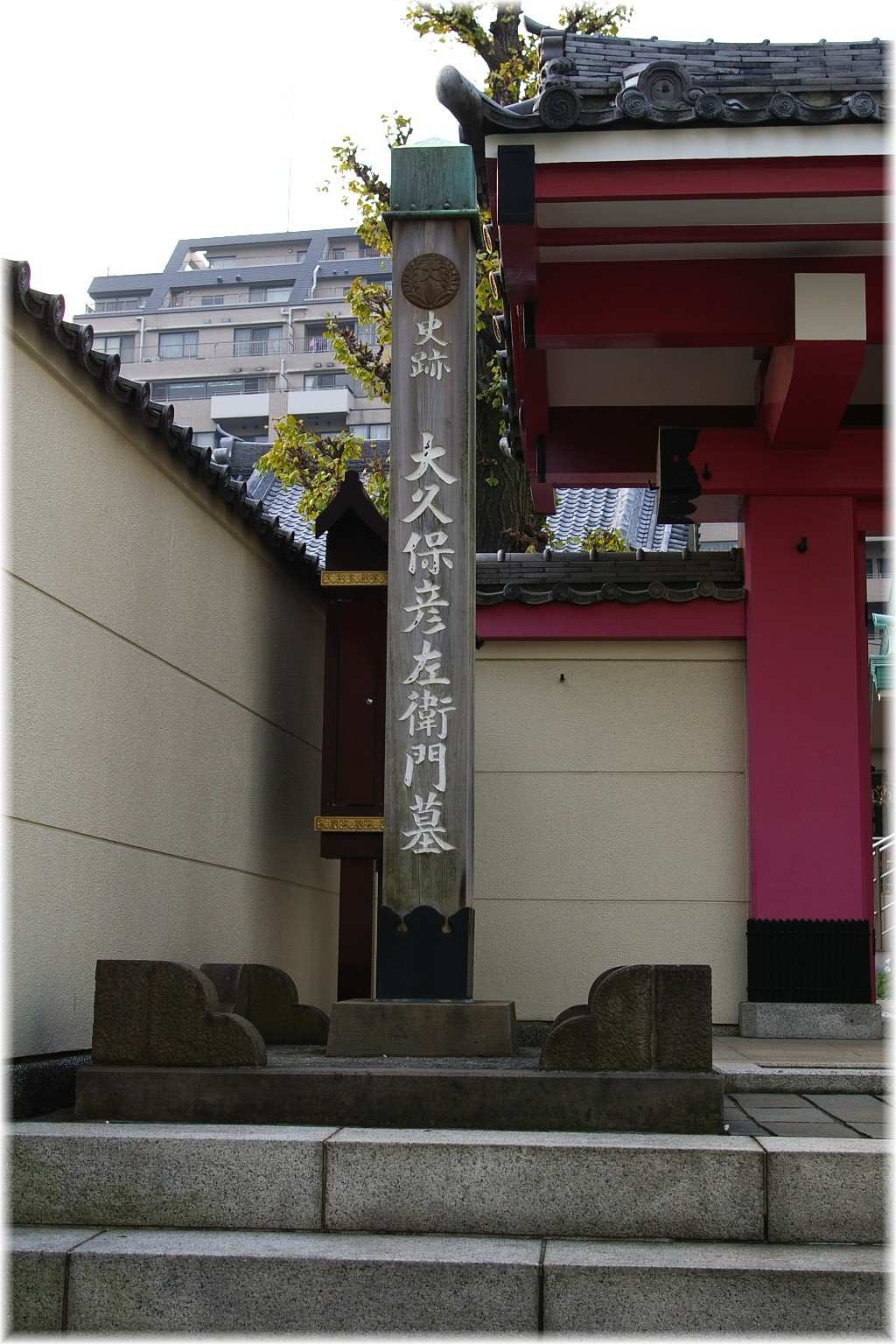
Tombe de Tadataka à Ryūgyō-ji.

Pour les articles homonymes, voir Tadataka et Ōkubo.
Ōkubo Tadataka est un nom japonais traditionnel ; le nom de famille (ou le nom d'école), Ōkubo, précède donc le prénom (ou le nom d'artiste).
Ōkubo Tadataka (大久保 忠教) ou Ōkubo Hikozaemon (大久保 彦左衛門), 1560 – 2 avril 1639, est un guerrier japonais des époques Sengoku et Edo. Tadataka est l'auteur du Mikawa Monogatari (三河物語), ouvrage écrit à destination de ses descendants et où il expose la façon dont un guerrier doit vivre, mélangé avec une chronique des accomplissements des clans Tokugawa et Ōkubo.

## Biographie
Né à Kamiwada dans la province de Mikawa, Ōkubo Tadataka est le huitième fils d'Ōkubo Tadakazu, un vassal des Tokugawa. Son frère aîné est Ōkubo Tadayo. Il le rejoint à l'âge de 17 ans pour sa première campagne, lors de l'assujettissement de la province de Tōtōmi. La première bataille d'Ōkubo Tadataka est le siège du château d'Inui. Dès lors, il prend part à de nombreuses batailles sous le commandement de Tadayo ou de son autre frère, Ōkubo Tadasuke. Tadataka se distingue à la bataille du château de Takatenjin, en prenant la tête du général ennemi Okabe Motonobu. Il combat également au siège du château d'Ueda. Après le siège d'Odawara, lorsque Tokugawa Ieyasu se rend dans la région de Kantō, il accorde à Ōkubo Tadataka des terres évaluées à 3 000 koku et le nomme yari-bugyō (magistrat des lances) dans le principal camp de bataille des Tokugawa.
Ōkubo Tadataka prend également part à la bataille de Sekigahara et au siège d'Osaka; ses services couvrent les carrières des trois premiers shoguns Tokugawa.
Il meurt à l'âge de 80 ans. Ses tombes se trouvent à Okazaki, préfecture d'Aichi, dans l'arrondissement Kamigyō-ku de Kyoto et au Ryūgyō-ji, temple situé dans l'arrondissement Minato-ku de Tokyo.

## Source de la traduction
- (en) Cet article est partiellement ou en totalité issu de l’article de Wikipédia en anglais intitulé « Ōkubo Tadataka » (voir la liste des auteurs).

- Notices d'autorité :   - VIAF
  - ISNI
  - LCCN
  - GND
  - Japon
  - CiNii
  - Israël
  - WorldCat